# 李翰博
李翰博（1991年1月26日—），是一名中国足球运动员。现效力中国足球超级联赛球队北京国安，司职中场。

## 俱乐部生涯
2006年，李翰博被洪元硕相中，加盟北京国安梯队。2011年被哈伊梅·帕切科提升进入北京国安一队，2011赛季主要在预备队联赛效力，并射进2球。2012年5月16日，他在亚足联冠军联赛F组最后一轮北京国安客场挑战布里斯班獅吼的比赛中出场，上演职业生涯首秀。他在比赛第34分钟接邵佳一的传球射进职业生涯的首个进球扳平比分，最终双方1比1握手言和。这个进球在赛季结束后被球迷投票评选为亚足联2012年度最佳进球。这场比赛也是李翰博在2012赛季唯一一场正式比赛，他依然未能为球队在国内联赛或杯赛中出场。2013年5月26日中超联赛客场对阵上海申花的比赛中替补登场，完成了中超首秀，也是当年联赛的唯一一次出场。2014年8月10日中超联赛第19轮主场对阵上海上港的比赛中职业联赛首次首发出场。